# Homburg am Main

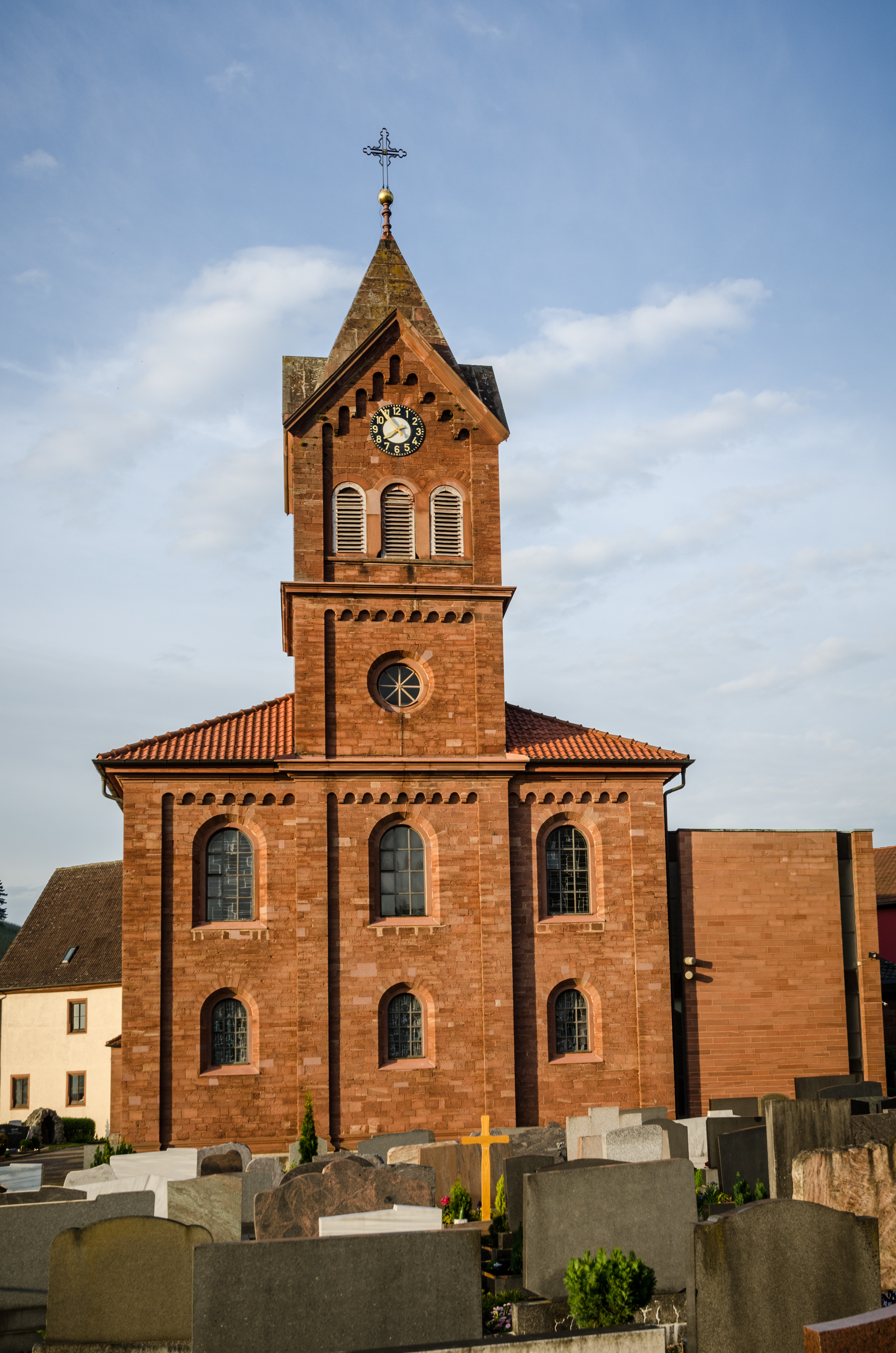
Pfarrkirche St. Burkhard

Homburg am Main ist ein Gemeindeteil des Marktes Triefenstein im unterfränkischen Landkreis Main-Spessart in Bayern.

## Geographie
Der ehemalige Markt Homburg liegt am linken Ufer des Mains an der Grenze zu Baden-Württemberg, an der Staatsstraße 2299. Durch die westlichen und südlichen Nachbargemarkungen verläuft die Bundesautobahn 3. Durch den Ort führt der Fränkische Marienweg.
Auf der gegenüberliegenden Mainseite befindet sich Trennfeld. Auf der Mainseite von Homburg liegen vom Norden beginnend Lengfurt, Erlenbach, Tiefenthal, Remlingen, Wüstenzell, Dertingen und Bettingen.
In Homburg mündet der im nordöstlichen Gemarkungsgebiet entspringende Bischbach in den Main.

## Geschichte

### Etymologie
Seinen Namen erhielt Homburg von der Burg Homburg. Der Name setzt sich aus den althochdeutschen Wörtern hôh ‚hoch‘ und burg zusammen. Daraus ergibt sich: Hoch gelegene Burg.
Frühere Schreibweisen des Ortes aus diversen historischen Karten und Urkunden sind:
| - 993 „Hohenburg“, - 1141 „Hoemburc“, - 1215 „Homburch“, - 1245 „Honburc“, - 1335 „Hohenberg“, | - 1394 „Hoenburg an dem Mewn“, - 1490 „Hoemburg am Mewn“, - 1583 „Homburg“ und - 1682 „Homburg am Main“. |

### Ab dem 10. Jahrhundert
Die Homburg, gemäß einer fränkischen Sage von Karl dem Großen auf dem Felsen errichtet, in einer dessen Höhlen sich der Bekehrer des Frankenlandes Burkard geflüchtet haben soll, wurde gegen Ende des 10. Jahrhunderts unter dem Namen „Hohenburg“ erstmals erwähnt. Die Stadt lag an den alten Höhenstraßen des Mittelalters. Die Handelsstraße, später Poststraße, verband Frankfurt am Main und Würzburg. Adlige und Bürger bekamen Lehensgüter der Burg. 1303 wurden 20 Vasallen im Lehnsbuch genannt, die ein Burggut besaßen. 1332 vergab Kaiser Ludwig das Stadtrecht und bewilligte einen Wochenmarkt. 1336 erwarb der Bürger Gernot Irrmut, Schultheiß von Wertheim, ein Burglehen, das zwischen der Kapelle und der Horandschen Wohnung lag (1402 wurde es wieder verkauft). Bischof Albrecht veräußerte 1366 die Stadt an Kaiser Karl IV., der erneut Stadtrecht an Homburg vergab. Der Ort gehörte 29 Jahre zur Böhmischen Krone. 1395 kam die Homburg in den Besitz des Hochstifts Würzburg, das die Stadt als Lehen an die Grafen von Wertheim gab. Deren Lehensträger waren die Herren von Hohenburg. Durch die Nachbarschaft zu der Ordensburg Henneburg bei Prozelten, Collenburg und Wertheim in böhmischem Lehensbesitz geriet die Gegend in den Einfluss des Deutschen Ordens. Die Horand von Homburg saßen noch 1431 auf der Burg. 1561–1568 wurde die Homburg unter dem Besitzer von Gebsattel durch den noch bestehenden Fachwerkbau ersetzt. 1602 war der Fürstbischof Julius Echter Herr von Homburg, 1614 ließ er die Zehntscheune erbauen. 1831 stand das Schloss ohne Nutzung leer. 1869 kaufte es die Gemeinde für soziale Zwecke. Ab 1900 wurde es grundlegend renoviert, 1998 zogen dort Künstler und ein Wissenschaftler ein. Heute wird das Gelände vor allem für das Projekt „Kunst auf Schloss Homburg“ von verschiedenen Künstlern genutzt.
Im 15. Jahrhundert wurde das Amt Homburg am Main gegründet, das im Jahr 1802 zum Königreich Bayern und 1806 zum Großherzogtum Würzburg kam. Im Jahr 1815 wurde Homburg endgültig bayerisch. 1818 entstand mit dem Gemeindeedikt die Gemeinde Homburg am Main, die auf ihre Stadtrechte verzichtete und Marktrecht erhielt.
Im Jahr 1807 wurde die Papiermühle Homburg erbaut, die einzige in Franken noch erhaltene historische Papiermühle.
Am 31. Dezember 1977 hatte Homburg am Main eine Fläche von 6,61 km². Im Zuge der Gebietsreform in Bayern am 1. Mai 1978 wurde der Markt Homburg am Main aufgelöst und mit Lengfurt, Trennfeld und Rettersheim zum Markt Triefenstein vereinigt.

### Einwohnerentwicklung
| Jahr | Einwohner |
| ---- | --------- |
| 1987 | 1036      |
| 1991 | 1100      |
| 1995 | 1309      |
| 1999 | 1359      |

| Jahr | Einwohner |
| ---- | --------- |
| 2003 | 1339      |
| 2007 | 1376      |
| 2011 | 1326      |
| 2014 | 1302      |

## Flurnamen

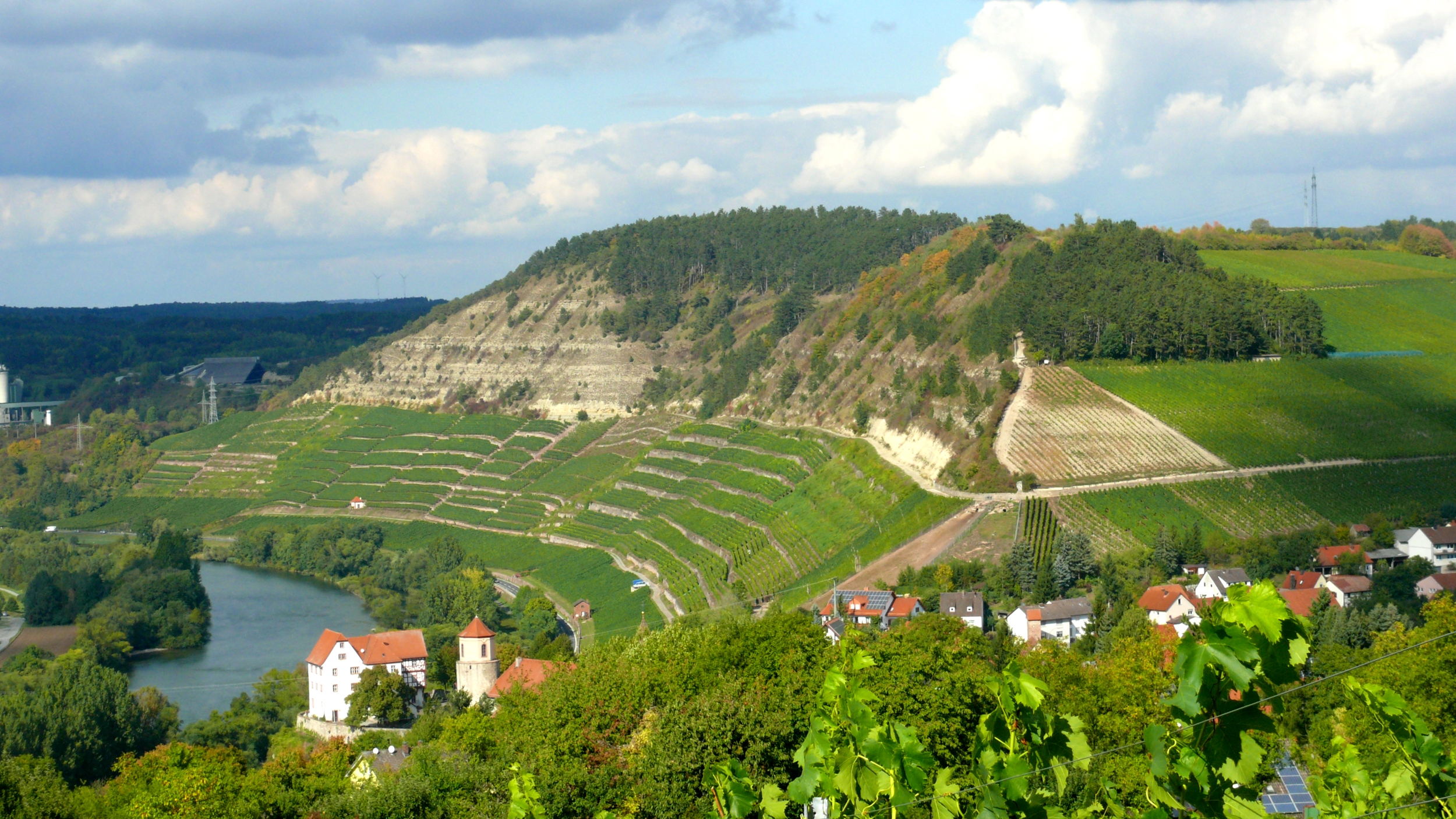
Blick auf das Naturschutzgebiet „Kallmuth“ oberhalb der Weinhänge

In Homburg am Main befinden sich die beiden Weinlagen „Edelfrau“ und „Kallmuth“. Der Name Kallmuth geht auf das lateinische Calvus mons ‚kahler Berg‘ zurück.
Andere historische Namen der Feld- und Weinbergslagen sind:
- Erlbecher Weg
- Geren
- Gutenberg
- Lerchenberg
- Nüwenliten
- Olferberge
- Steinechtweg